# Miquel Farré i Mallofré

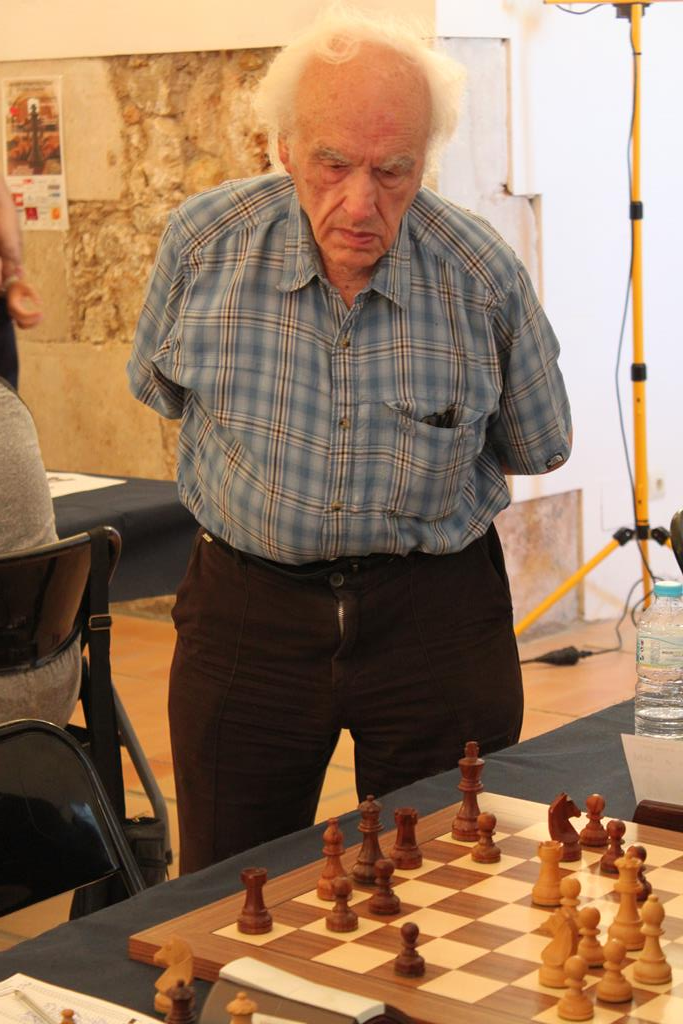
Miquel Farré bei einem Schachturnier in Figueres, 2016

Miquel Farré i Mallofré (* 23. Februar 1936 in Terrassa; † 29. Mai 2021 ebenda) war ein katalanischer klassischer Pianist. Er wird der Katalanischen Pianistenschule zugehörig gezählt. Farré war auch ein hervorragender Schachspieler. Er war Mitglied des Schachclubs Terrassa und erreichte bei der Juniorenweltmeisterschaft im Schach 1955 den dritten Platz. 1959 wurde ihm der Titel Internationaler Meister verliehen.

## Leben und Werk

### Musik
Farré studierte am Städtischen Konservatorium Barcelona Klavier. Er absolvierte Aufbaustudien bei Tomàs Buxó, Sofia Puche, Stefan Askenase und bei Wilhelm Kempff. Mit 18 Jahren gewann er den Internationalen Maria Canals-Wettbewerb in Barcelona. Vom Konservatorium wurde er mit dessen höchstem Preis sowie mit dem Ònia-Farga-Preis ausgezeichnet.
Er spielte die Uraufführung mehrerer Werke katalanischer Komponisten wie das Konzert für Klavier und Streicher Xavier Benguerel oder die Rhapsodie für Klavier und Cobla von Manuel Oltra.
Für seine Einspielung der Werke von Brahms und Granados erhielt er 1976 den Premi Nacional de Música. Er hat auch das Werk von Mompou auf Tonträger eingespielt.
Er gab Meisterkurse in Europa und den Vereinigten Staaten. Er wirkte als Professor am städtischen Musikkonservatorium von Barcelona.
Farrés Klaviervortrag zeichnete sich durch (1) seine temperamentvolle Kraft (2) seine Fähigkeit zur Kommunikation und (3) seine großartige Musikalität aus.

### Schach
Als Schachspieler erreichte Farré 1957 einen zweiten Platz bei den gesamtspanischen Meisterschaften hinter dem Internationalen Meister Arturo Pomar Salamanca. In den Jahren 1955 und 1956 erreichte er jeweils einen zweiten Platz in den katalanischen Schachmeisterschaften. Seinen größten Erfolg erreichte er 1955 bei der Juniorenweltmeisterschaft (U20) in Antwerpen. Hier erreichte er hinter dem Russen und späterem Weltmeister Boris Spasski und dem Amerikaner Edmar Mednis den dritten Platz unter mehreren späteren absoluten Weltklassespielern. Farré nahm mit Spanien an den Schacholympiaden 1958 in München und 1960 in Leipzig teil. Ferner spielte er 1958 in Neuchatel und 1960 in Biel beim Clare Benedict Cup in der spanischen Schachmannschaft. Mit dem Verein CA Chardenet Madrid wurde er in der Saison 1960 spanischer Mannschaftsmeister.